# Сидорова, Анастасия Александровна
Анастасия Александровна Сидорова (род. 31 января 1993, Уфа) — российская спортсменка, чемпионка Европы по кикбоксингу  (2009 г, г. Пула, Хорватия), 
Третье место на первенстве мира по кикбоксингу (вес до 52 кг) (2010 г, г. Белград, Сербия). Второе место на чемпионате России (2012 г.) по кикбоксингу среди юниоров. Второе место на первенстве России по боксу (2008). Мастер спорта по кикбоксингу, кандидат в мастера спорта по боксу.

## Биография
Занимается кикбоксингом с 13 лет (тренер Асылгужина Г.В., спортклуб «Факел»). В дальнейшем перешла в бодибилдинг, участница многочисленных соревнований в номинации «фитнес-бикини». Победительница конкурса «Мистер Урал» (2013, Категория «Женщины – фитнес»). Второе место на конкурсе «Мистер Урал» (2014).
Основные спортивные достижения:
Единоборства:
- 1 место Первенство РБ по кикбоксингу в разделе к-1 в весовой категории до 52 кг, 2008 год г.Уфа
- 2 место Первенство России по боксу в весовой категории до 48 кг, 2008 год Ставропольский край ст.Суворовская
- 1 место Чемпионат РБ по французскому боксу сават в весовой категории до 51 кг,2009 год г.Уфа
- 2 место Первенство России по кикбоксингу в разделе лайт-контакт в весовой категории до 50 кг, 2009 год г. Нижний Тагил
- 1 место Первенство РБ по кикбоксингу в разделе лайт-контакт до 50 кг 2009 год, г. Сибай.
- 1 место Первенство Европы в разделе фулл-контакт в весовой категории до 52 кг, 2009 год Хорватия г. Пула
- 1 место Первенство России по кикбоксингу среди клубов в разделе фулл-контакт в весовой категории до 48 кг, 2009 год г. Туймазы
- 1 место Первенство России по кикбоксингу среди клубов в разделе лайт-контакт в весовой категории до 50 кг, 2009 год г. Туймазы
- 1 место Всероссийский турнир по боксу в весовой категории до 48 кг, 2009 год г. Красноармейск
- 1 место Первенство ПФО по кикбоксингу в разделе лайт-контакт в весовой категории до 55 кг, 2010 год г. Саратов
- 1 место Первенство ПФО по кикбоксингу в разделе фулл-контакт с лоу-киком в весовой категории до 52 кг, 2010 год г. Саратов
- 1 место Первенство РБ по кикбоксинг в разделе лайт-контакт в весовой категории до 55кг, 2010 год п. Раевка
- 3 место Первенство мира по кикбоксингу в разделе фулл-контакт в весовой категории до 52 кг, 2010 год Сербия г. Белград
- 1 место Первенство РБ по кикбоксингу в разделе фулл-контакт в весовой категории до 52 кг, 2010 год г. Уфа
- 1 место Первенство России по кикбоксингу среди клубов в разделе фулл-контакт в весовой категории до 52 кг, 2011 год г. Туймазы
- 1 место Первенство РБ по боксу в весовой категории до 48 кг, 2011 год г. Стерлитамак
- 2 место Первенство России по кикбоксингу в разделе фулл-контакт в весовой категории до 48 кг, 2011 год г. Ростов-на-Дону
- 2 место Чемпионат России в разделе фулл-контакт в весовой категории до 48 кг, 2012 год г.Магнитогорск

Фитнес:
- 1 место конкурс Мистер Урал категория фитнес 2013 год г. Уфа
- 2 место конкурс Мистер Урал категория фитнес-бикини 2014 год г. Уфа
- 1 место конкурс Уфа Атлет категория фитнес-бикини до 166 см г. Уфа
- 1 место конкурс Мистер Урал категория фитнес-бикини до 166 см 2015 год г. Уфа
- 1 место Чемпионат РБ по бодибилдингу и фитнесу категория фитнес-бикини до 166 см 2016 год г. Уфа
- 2 место Открытый кубок РБ по бодибилдингу и фитнесу категория фитнес-бикини до 166 см 2016 год г.Стерлитамак